# 林文敏
林文敏（1778年2月7日—1841年12月16日），臺灣臺南市麻豆區林家的開臺祖，因經營糖業貿易而致富，成為台南一地的富商與大地主，奠定家族基礎，使得麻豆林家日後可與板橋林家、霧峰林家合稱「臺灣三林」。其子孫多有經科舉獲取功名，對於地方事務有所貢獻。為開台十大家族之一。
林文敏在嘉慶或道光年間於今麻豆興國路上建有林家祖厝，但在1986年時拆毀，現在是「林文敏廣場」，為一小吃城。

## 生平
林文敏生於清乾隆四十三年正月十一日（1778年2月7日）巳時，為福建泉州府安溪縣隴邊鄉長泰里人，家族以經營為生。然而在他年幼時，其父林國助經商失敗，抑鬱病逝，其母也在之後因貧病而逝世，林文敏遂以一條扁擔當苦力挑夫維生，常挑柴薪至晉江縣石獅販賣。後來因見鄉親有去南洋工作為生者，而此時臺灣與石獅、廈門、福州有貿易往來，需要勞力而常在港口招人來臺。林文敏心生來臺意願，與姑母商討後得其資助，於嘉慶四年（1799年）從石獅搭船至今臺南安平港，當時他年僅二十二歲，只攜帶100枚銅錢、一根扁擔與一竹筒鹹瓜。
林文敏來臺後仍以挑夫為業，來往於府城與麻豆之間，後來覺得麻豆是個適合發展的好地方，便在此住下，在「草店尾」（今麻豆區中興里、興農里）繼續以挑夫為業。由於其表現優異，人人爭相委託他挑貨，而麻豆港商人郭君璋對他也頗為賞識，遂將其妹郭罔市（1786－1873年）許配給他。
結婚之後，由於勤於工作與縮衣節食而稍有積蓄，於是林文敏改經營雜貨店，而後又經營販賣黑砂糖并开设小型釀酒廠，時人稱其為「釀酒敏」。生意興隆之後，林文敏又於臺灣府城開設商號「林裕發行」，經營與福建之間的黑砂糖貿易，其財富遂日益增加。據說麻豆林家鼎盛之時有數百萬兩資產與萬餘甲的良田魚塭，分布於今嘉義縣到高雄市。
林文敏於道光二十一年十一月四日（1841年12月16日）逝世後，林家各房仍在其妻郭氏領導下繼續發展，然郭氏逝世後，林家各房便分家，成立祭祀公業祭祀開臺祖林文敏。

## 子嗣
林文敏生有八子，除六子早夭外，其餘七子與後裔都有相當的成就。
- 長男：林江海（1805-1872），號靖波。清誥奉政大夫。十三歲時與父親口角而流浪到府城，為當地林姓收養，成年後在其行郊帳房工作，亦對林文敏的事業有所協助。後獲誥授奉政大夫五品銜，加光祿寺少卿賞戴藍翎（正五品文官），卒於同治十一年。其四子林廷瑤為光緒十九年（1893年）舉人[2]。
- 次子：林臣（1807-1885），官章朝榮。清誥奉政大夫，主要協助父親經營農業，曾倡建保安宮。光緒十一年卒。其次子林志念為清朝恩元，而三男林錐的庶子林均卿為武秀才[2]。
- 三子：林朝清（1817-1862），名武河，字穆如。嘉慶十二年生，清誥授武德騎尉，於咸豐二年（1852年）中舉為武舉人，習得了釀酒、製糖技術，協助父親處理發售事宜，曾捐資興建文祠。同治元年卒。其長男林廷勳為邑庠生，而四男林廷杰為光緒十五年（1889年）進士，曾任禮部郎中[2]。
- 四子：林朝祥（1819-1883），清誥授武翼都尉邑庠生，武生員。光緒九年卒。其長男林廷瑞為邑庠生[2]。知名左翼人士、白色恐怖受難者、勞動黨榮譽主席林書揚出於此房，為林朝祥曾孫。
- 五子：林朝邦（1822-1859），諱武行，清誥授宣武大夫邑庠生，主要協助其母看管什貨店。卒於咸豐九年[2]。
- 六子：林武恭，早夭[2]。
- 七子：林朝章（1828-1882），字煥其。道光八年生。曾任工部郎中、浙江司行走，同治十三年（1874年）貢生。光緒八年卒[2]。
- 八子：林朝輝（1832-1876），道光十二年生。清誥授武翼都尉，於咸豐九年（1859年）中舉為武舉人，曾倡議重建護濟宮。卒於光緒二年。其長男林廷芳為邑庠生[2]。
- 其二子林臣之第七代後人，林信耀現就讀台灣體育運動大學，從事街頭健身運動，發揚其祖宗武狀元之光輝。